# Orde van de Glorie van de Mahawangsa
De Orde van de Glorie van de Mahawangsa (Maleis: "Darjah Utama Seri Mahawangsa Kedah Yang Amat DiHormati") is een 2003 ingestelde ridderorde van het Sultanaat Kedah.
De orde heeft een enkele graad, de Grootcommandeur, die een gouden keten van achttien rode en zwarte schildjes en een ster bestaande uit een rode zevenpuntige ster met een rood medaillon met witte ring op een gouden zevenpuntige ster draagt. Het grootlint is goudgeel met groene strepen en rode biezen.